# Magyar FM
A 99,5 Magyar FM egy budapesti rádióadó volt, amely az országban egyedüliként csak és kizárólag magyar előadók zenéjét játszotta. Adását 2018. június 15-én kezdte, amikor az addig itt sugárzó Retro Rádió átköltözött az országos frekvenciacsomagra. A körzeti rádió kínálatában az ismert előadók mellett megtalálhatók voltak a magyar alternatív és underground zenekarok dalai is. A rádió 2019. február 25-én 00:00-kor szűnt meg.

## Története
A budapesti FM 99,5 MHz-en 2017. decemberéig a Rádió Q műsora szólt. Az akkor már hanyatló, kizárólag magyar alternatív zenéket játszó adót felvásárolta a Tranzisztor Kft., és leváltva az addigi ügyvezetőt előkészítették a rádió átalakítását. A Retro Rádió 2017. december 18-án 14:00-kor kezdte meg a műsorszolgáltatást. 2018. júniusában az országos frekvenciacsomagot elnyerő Hold Reklám Kft. kérelemmel fordult a Médiatanácshoz, miszerint az országos adást Retro Rádió néven kívánja elindítani. A kérelem elfogadását követően a Retro Rádió új tulajdonoshoz került, helyén pedig a Tranzisztor Kft. elindította a Magyar FM adását.
2018 nyarán a Médiatanács kiírta pályázatra a frekvenciát, továbbá decemberben vizsgálta annak körzetiről kereskedelmivé alakítását. 2018. decemberében a tulajdonoshoz került két északkelet-magyarországi rádió, az egri FM 7 és a miskolci Rádió M.
2019. február 25-én a rádió utolsó perceiben Dominik Zsolt elköszönt a hallgatóktól, majd leadták a Kowalsky meg a Vega "A bölcsődtől a sírodig" című dalát. Ezután SuperStereo és Kollányi Zsuzsi "Az igazi te voltál" című dala hangzott el, majd a rádió műsorszórása éjfélkor megszűnt. 2019. szeptember 16-án a frekvencián elindult a Best FM budapesti adása.
Zenei stílusát a Petőfi Rádió és a Spirit FM viszi tovább.

## Műsorok és műsorvezetők
A körzeti rádióként működő adón a magas szövegidő-arány miatt sok interjú és beszélgetés volt hallható magyar zenészekkel és zenekartagokkal. Egyetlen megnevezett műsoruk Befutó címmel futott minden nap 18 órától, ahol a beszélgetések mellett dalpremierek is voltak hallhatók. Emellett minden este 23 órakor megismételtek egy korábban elhangzott adást az országos Retro Rádió Sztársáv című műsorából.

### Műsorvezetők
- Dominik Zsolt: 06:00-14:00
- Jabin Péter: 14:00-22:00 (közben Befutó: 18:00-20:00)
- Várkonyi Attila: 23:00-24:00 (Sztársáv ismétlés)

## Hírszerkesztők
A Magyar FM-en minden órában voltak hallhatóak hírek, reggelente 6 és 10 óra között félóránként. A Magyar FM, Rádió 1 és Retro Rádió hírei közös szerkesztőségben készültek, ahol az MTI adatbázisából készültek a hírblokkok mind a három rádió számára. A hírolvasók mindegyik adón megegyeztek.

### Hírolvasók
- Belyó Barbara
- Bárnyász Árpád
- Ortutay Dóra
- Szkokán Boglárka